# Hypolipémiant
Un hypolipémiant (ou hypolipidémiant) est un médicament dont l'action thérapeutique vise à diminuer les lipides (triglycérides et/ou cholestérol) circulant dans le sang.

## Exemples d'hypolipémiants

### Parmi les hypolipémiants synthétiques
- Les fibrates (dérivés de l'acide fibrique).
- Les résines échangeuses d'anions.
- Les statines.
- L’ézétimibe.
- Les anti PCSK9 : alirocumab, évolocumab, inclisiran.
- Les anti ANGPTL3 : evinacumab.

### Parmi les hypolipémiants naturels
- Les acides gras oméga-3.
- L'ail cultivé[1].
- Le psyllium (possibilité d'augmenter légèrement l'effet obtenu par une statine)[réf. souhaitée].
- L'acide nicotinique (réduit les acides gras plasmatiques en inhibant la sécrétion des VLDL)[réf. souhaitée].

Seules certaines statines auraient montré leur efficacité dans la prévention primaire et secondaire des accidents cardio-vasculaires notamment l'infarctus du myocarde et les accidents vasculaires cérébraux[réf. nécessaire].